# Eosentomon megaglenum
Eosentomon megaglenum är en urinsektsart som beskrevs av Yin 1990. Eosentomon megaglenum ingår i släktet Eosentomon och familjen trakétrevfotingar. Inga underarter finns listade i Catalogue of Life.